# یوسف همدانی کهن
یوسف همدانی کهن رهبر و مرجع دینی کلیمیان ایران و همچنین از چهره‌های تأثیرگذار انجمن کلیمیان تهران بود. وی از سال ۱۳۷۳ تا ۱۳۸۶ رهبری مذهبی جامعه یهودیان ایران را بر عهده داشت و در آن سال، به علت کهولت سن از این سمت کناره‌گیری کرد. خاخام یوسف همدانی کهن در روز شنبه (شبات) هشتم فروردین ۱۳۹۳ در سن ۸۹ سالگی درگذشت. او تا پایان عمر دچار هیچ گونه بیماری ذهنی نشد.
یوسف همدانی کهن در همایش نکوداشت شهدای ادیان الهی در اسفند ۱۳۸۵ به نمایندگی از جامعه کلیمیان ایران، لوح تقدیری را از محمود احمدی‌نژاد دریافت کرد.